# Listopad 2006

## 1 listopada2006
- W Wiedniu powstała Międzynarodowa Konfederacja Związków Zawodowych – największe światowe zrzeszenie związków zawodowych skupiające 306 organizacji ze 154 krajów i reprezentujące 168 mln ludzi. ( Wikinews)
- Na Morzu Bałtyckim zatonął szwedzki statek MS Finnbirch. Z 14-osobowej załogi 13 osób uratowano, jednak jedna osoba zmarła w szpitalu, los ostatniej jest nieznany. (bbc.co.uk)
- Amerykańskie służby specjalne, wzorując się na Wikipedii, utworzyły własną, tajną i wewnętrzną Intelipedię dostępną tylko dla 3900 agentów wywiadu i kontrwywiadu.

## 3 listopada2006
- Republikanin Robert Ney ustąpił z Izby Reprezentantów po przyznaniu się do winy co do zarzutów korupcji, krzywoprzysięstwa i działania w zmowie, postawionych w związku ze skandalem dotyczącym indiańskich kasyn i lobbysty Jacka Abramoffa. (Associated Press)

## 4 listopada2006
- Na stanowisku prezesa Trybunału Konstytucyjnego Jerzy Stępień zastąpił odchodzącego po dziewięcioletniej kadencji prof. Marka Safjana. ( Wikinews)

## 5 listopada2006
- Saddam Husajn został skazany na karę śmierci przez powieszenie. ( Wikinews)

## 7 listopada2006
- W Stanach Zjednoczonych odbyły się wybory, w których wybierani byli przedstawiciele do Izby Reprezentantów, 33 senatorów do 100-osobowego Senatu, a w 36 z 50 stanów gubernatorowie, a także liczne władze lokalne. ( Wikinews)

## 8 listopada2006
- WIG20 po raz pierwszy w historii giełdy papierów wartościowych w Warszawie pokonał poziom 50 000 pkt. (Onet.pl)
- W poznańskich Krzesinach wylądowały dwa pierwsze samoloty F-16, które zakupił polski rząd. ( Wikinews)
- Amerykański sekretarz obrony Donald Rumsfeld podał się do dymisji. Nowym szefem Pentagonu został nominowany Robert Gates.

## 9 listopada2006
- W Hadze rozpoczęło się pierwsze postępowanie przed Międzynarodowym Trybunałem Karnym. Pierwszym podsądnym jest przywódca kongijskich rebeliantów Thomas Lubanga Dyilo, który według oskarżenia miał w latach 2002-2003 rekrutować dzieci w wieku poniżej 15 lat do swojej armii uczestniczącej w krwawej wojnie domowej. W postępowaniu przygotowawczym sędziowie sprawdzają, czy dowody są wystarczające do wytoczenia mu procesu. Lubandze groziłoby wtedy dożywotnie więzienie. ( Wikinews)
- W poznańskich Krzesinach wylądowały kolejne dwa samoloty F-16, które zakupiła Polska. Otrzymały one także oficjalną nazwę „Jastrzębie”, którą nadała uroczyście Maria Kaczyńska. ( Wikinews)

## 11 listopada2006
- W wyniku wybuchu miny pułapki w okolicach irackiego Al Kut zginęło dwóch żołnierzy – Polak i Słowak. Ranni zostali drugi Polak i Ormianin. ( Wikinews)

## 12 listopada2006
- W Polsce odbyły się wybory samorządowe. ( Wikinews)
- W Osetii Południowej miało miejsce referendum, w którym głosujący wypowiedzieli się na temat zdobycia niezależności od Gruzji. Stany Zjednoczone, Gruzja, NATO, OBWE, Unia Europejska oraz Rada Europy ogłosiły, że nie uznają referendum oraz jego wyników. (bbc.co.uk, fakty.interia.pl)

## 13 listopada2006
- Prezydent RP Lech Kaczyński podpisał nową ustawę lustracyjną. (tvp.pl)

## 15 listopada2006
- Były dyrektor kadrowy Volkswagena, Peter Hartz, został postawiony w stan oskarżenia przez prokuraturę w Brunszwiku. Za defraudację i udzielanie bezprawnych korzyści przewodniczącemu rady zakładowej, Klausowi Volkertowi, grozi mu 5 lat więzienia. ( Wikinews)
- W meczu eliminacji do Euro 2008 piłkarska reprezentacja Polski pokonała Belgię 1:0. (Gazeta.pl)

## 16 listopada2006
- W wieku 94 lat zmarł Milton Friedman, amerykański ekonomista, laureat nagrody Nobla z ekonomii w roku 1976. ( Wikinews)
- Ségolène Royal zwyciężyła wyborach na kandydata francuskiej Partii Socjalistycznej na prezydenta Francji, wybory odbędą się w przyszłym roku. (Gazeta.pl)
- Janusz Dobrosz z LPR wybrany został na stanowisko wicemarszałka Sejmu. ( Wikinews)
- Rząd Chińskiej Republiki Ludowej po ponad roku odblokował w tym kraju dostęp do chińskojęzycznej Wikipedii. (Al Jazeera English)

## 17 listopada2006
- W wieku 78 lat zmarła Ruth Brown, amerykańska gwiazda muzyki soulowej i rhythmandbluesowej.
- Ze stanowiska wiceministra finansów został odwołany odpowiedzialny za podatki Jarosław Neneman. (Gazeta.pl)
- Zmarł Ferenc Puskás, legenda węgierskiej piłki nożnej. Miał 79 lat. (Gazeta.pl)

## 18 listopada2006
- W Poznaniu odbył się Marsz Równości. (Gazeta.pl)

## 19 listopada2006
- W wieku 62 lat w Bordeaux, podczas prac nad projektem filmowym, zmarł francuski reżyser i scenarzysta Francis Girod.
- Były podpułkownik FSB Aleksandr Litwinienko trafił do szpitala w Londynie z objawami otrucia talem.

## 20 listopada2006
- Zmarł Zygmunt Bielawski, aktor znany z takich filmów, jak Sami swoi, Nie ma mocnych oraz Kochaj albo rzuć.
- Ukazała się płyta Love zespołu The Beatles.

## 21 listopada2006
- W kopalni Halemba doszło do katastrofy górniczej. ( Wikinews)
- W wieku 81 lat zmarł Robert Altman, amerykański reżyser, scenarzysta i producent filmowy. (Onet.pl)
- We Francji międzynarodowe konsorcjum podpisało porozumienie o budowie eksperymentalnego reaktora termojądrowego ITER.

## 22 listopada2006
- Dotychczasowa bydgoska Akademia Techniczno-Rolnicza zostaje przekształcona w Uniwersytet Technologiczno-Przyrodniczy im. Jana i Jędrzeja Śniadeckich w Bydgoszczy, zostając tym samym drugim (po Warszawie) miastem w Polsce z dwoma uniwersytetami.

## 23 listopada2006
- W kopalni Halemba nad ranem zakończyła się akcja ratunkowa. W wyniku katastrofy zginęło 23 górników, prezydent ogłosił żałobę narodową. ( Wikinews)
- W wyborach parlamentarnych w Holandii wygrała dotychczas rządzą partia CDA Jana Peter Balkenende, jednak żadne dwie partie nie będą w stanie stworzyć większości w parlamencie.
- Mimo nacisków Komisji Europejskiej i partnerów w UE, Polska nie zgodziła się na przyjęcie unijnego mandatu niezbędnego do rozpoczęcia negocjacji w sprawie nowego porozumienia UE-Rosja.
- W niemieckiej Wikipedii utworzono 500 000 artykuł na temat Janiny Korowickiej, polskiej łyżwiarki, matki niemieckiej medalistki olimpijskiej Anni Friesinger. Tytuł artykułu uległ później zmianie na Janina Friesinger.
- W wieku 76 lat zmarł francuski aktor Philippe Noiret.

## 24 listopada2006
- W londyńskim szpitalu zmarł były agent rosyjskich tajnych służb Aleksandr Litwinienko. Przed śmiercią zasugerował, że winny jego otrucia jest prezydent Putin (Onet.pl)
- Angielska Wikipedia osiągnęła liczbę 1 500 000 artykułów. ( Wikinews)
- Rosja rozmieściła na Białorusi przy granicy z Polską 4 dywizjony systemów przeciwlotniczych S-300, w ich zasięgu pozostaje 1/3 polskiego terytorium.(osw.waw.pl)

## 26 listopada2006
- W Polsce odbyła się druga tura wyborów samorządowych. ( Wikinews)

## 27 listopada2006
- Francuska Wikipedia przekroczyła liczbę 400 000 artykułów tekstem Neuropathie (Neuropatia).

## 28 listopada2006
- Papież Benedykt XVI rozpoczął czterodniową pielgrzymkę w Turcji. (Gazeta.pl)
- Polska pokonała Rosję 3:2 w meczu na mistrzostwach świata w siatkówce odbywających się w Japonii. ( Wikinews)

## 29 listopada2006
- W wieku 83 lat zmarł Leon Niemczyk, polski aktor. ( Wikinews)

## 30 listopada2006
- Irlandzcy lekarze oświadczyli, że przyczyną zasłabnięcia byłego premiera Rosji Jegora Gajdara było otrucie. (BBC)